# Kirche in Not
Kirche in Not («Допомога церкві в потребі») — міжнародна католицька благодійна організація, якій з грудня 2011 присвоєно статус папського благодійного фонду. Особливість його ініціатив — надати допомогу церкві, коли відсутність економічних засобів або порушення релігійної свободи ускладнюють або роблять неможливим її євангельську місію.
Офіційний центр фонду «Kirche in Not» розташований у Ватикані, а міжнародна штаб-квартира фонду — у німецькому Кенігштайні.
Щорічно фонд надає підтримку 5 тисячам благодійним проектам у 140 країнах світу. У 2010 році для їхньої реалізації було зібрано майже 87 мільйони євро.

## Відділення у світі
Національні відділення фонду діють у 17 країнах Європи, у Південній та Північній Америці, а також в Австралії:
- Aid to the Church in Need — Блектаун, Австралія
- Kirche in Not — Відень, Австрія
- Kerk in Nood/Aide à l'Eglise en Détresse — Левен, Бельгія
- Ajuda à Igreja que Sofre — Сан-Паулу, Бразилія
- Aide à l'Eglise en Détresse/Aid to the Church in Need — Монреаль, Канада
- Ayuda a la Iglesia que Sufre — Сантьяго-де-Чилі, Чилі
- Aide à l'Eglise en Détresse — Марей-Марлі, Франція
- Kirche in Not — Мюнхен, Німеччина
- Aid to the Church in Need — Дублін, Ірландія
- Aiuto alla Chiesa che Soffre — Рим, Італія
- Kerk in Nood — Гертогенбос, Нідерланди
- Pomoc Kosciołowi w Potrzebie — Варшава, Польща
- Ajuda à Igreja que Sofre — Лісабон, Португалія
- Ayuda a la Iglesia Necesitada — Мадрид, Іспанія
- Kirche in Not/Aide à l'Eglise en Détresse — Люцерн, Швейцарія
- Aid to the Church in Need — Саттон, Велика Британія
- Aid to the Church in Need — Бруклін, США

## Історія
Фонд був заснований після Другої світової війни голландським священиком Веренфрідом ван Страатеном для допомоги європейським біженцям-католикам. Пізніше «Допомога церкві в потребі» почала підтримувати проекти допомоги християнським громадам та організаціям в усьому світі.

## Звіт про утиски християн за 2009—2010 роки
У березні 2011 року фонд «Допомога церкві в потребі» опублікував нову доповідь про християн, які зазнали утисків за свою віру в 2009—2010 роках. Доповідь під назвою «Гнані й забуті?» була випущена британським підрозділом фонду. За висновками організації, 75 % релігійних переслідувань припадає на частку християн.
Основний акцент у документі зроблено на утисках і труднощах, яким зазнають християни, котрі живуть у мусульманських країнах, особливо на Близькому Сході. Загалом автори документа наводять дані про утиски християн у 33 країнах світу, таких як Афганістан, Алжир, Білорусь, В'єтнам, М'янма, Китай, Куба, Єгипет, Індія, Індонезія, Іран, Ірак, Ізраїль і Палестинські території, Казахстан, Ліван, Нігерія, Північна Корея, Пакистан та Туреччина.
За даними доповіді, найгірша ситуація для віруючих у таких країнах як Єгипет, Ірак, Нігерія і Пакистан. У звіті сказано, що 100 мільйонів християн у всьому світі зазнають утисків.

## Президенти
- Хоакін Альєнде, священик
- Мауро П'яченца, кардинал (з грудня 2011[1])

### Виконавчі президенти
- Йоганнес Непомук Геєрман фон Цуйдвік, барон (з грудня 2011)